# 22 augusti
22 augusti är den 234:e dagen på året i den gregorianska kalendern (235:e under skottår). Det återstår 131 dagar av året.

## Namnsdagar

### I den svenska almanackan
- Nuvarande – Henrietta och Henrika
- Föregående i bokstavsordning
  - Harriet – Namnet infördes på dagens datum 1986, men flyttades 1993 till 5 september och 2001 till 10 oktober.
  - Harry – Namnet har gått exakt samma väg som Harriet, genom att införas på dagens datum 1986, 1993 flyttas till 5 september och 2001 till 10 oktober.
  - Henny – Namnet infördes 1986 på 22 maj, men flyttades 1993 till dagens datum och utgick 2001.
  - Henrietta – Namnet infördes, som en hedersbetygelse åt prins Oscar (II):s hustru Sofia av Nassau, som bland annat hette Henrietta, på dagens datum 1859 och har funnits där sedan dess.
  - Henrika – Namnet infördes 1986 på 19 januari. 1993 utgick det, men återinfördes på dagens datum 2001.
  - Symforian – Namnet fanns, till minne av Symphorianus en martyr, på dagens datum före 1859, då det utgick till förmån för Henrietta.
- Föregående i kronologisk ordning
  - Före 1859 – Symforian
  - 1859–1900 – Henrietta
  - 1901–1985 – Henrietta
  - 1986–1992 – Henrietta, Harriet och Harry
  - 1993–2000 – Henrietta och Henny
  - Från 2001 – Henrietta och Henrika
- Källor
  - Brylla, Eva (red.). Namnlängdsboken. Gjøvik: Norstedts ordbok, 2000 ISBN 91-7227-204-X
  - af Klintberg, Bengt. Namnen i almanackan. Gjøvik: Norstedts ordbok, 2001 ISBN 91-7227-292-9

### Finlandssvenska almanackan
- Nuvarande från 2025[1] – Ivar, Joar
- I föregående revideringar[a][2]
  - 1929–2024 – Ivar

## Händelser
- 851 – Slaget vid Jengland.
- 1485 – Henrik VII besegrar Rikard III i slaget vid Bosworth Field. Då Rikard stupar i slaget utropar sig Henrik till kung av England och herre över Irland och därmed uppstiger Tudorätten på Englands tron. När Henrik ett halvår senare gifter sig med Elizabeth av York förenas de stridande ätterna Lancaster och York, vilket gör slut på det trettio år långa engelska inbördeskriget rosornas krig.
- 1851 – Första America's Cup seglas och vinns av yachten America.
- 1896 – Femton personer, däribland tretton barn, omkommer när en ångbåt med barn från en dövskola sjunker i sjön Varpen i Hälsingland i den så kallade Ydalekatastrofen.
- 1925 – Sveriges första betongväg, den så kallade Kvarnholmsvägen, som går mellan Kvarnholmen och Henriksdal, invigs av landshövding Nils Edén.
- 1952 – Hurvamorden inträffar då den före detta polisen Tore Hedin mördar nio personer i trakten kring Hurva.
- 1958 – Kina beskjuter öarna Kinmen och Matsu vid Formosa.
- 1973 – Chiles parlament röstar för en förklaring som fördömer president Salvador Allendes regering och kräver att han avgår eller störtas med våld. Det senare kravet besvaras arton dagar senare i form av en militärkupp, under vilken presidenten begår självmord.
- 1991 – Litauen blir självständigt från Sovjetunionen.
- 2004
  - Tavlan Skriet blir stulen från Munchmuseet av beväpnade rånare och försvinner.
  - Under OS i Aten vinner Sverige inom 37 minuter två guldmedaljer i friidrott: Stefan Holm i höjdhopp och Christian Olsson i tresteg.
- 2006 – Pulkovo Aviation Enterprise Flight 612 kraschar och alla 170 människor ombord omkommer.

## Födda
- 1485 – Beatus Rhenanus, elsassisk humanist
- 1613 – François-Paul de Lisola, fransk statsman, diplomat
- 1760 – Leo XII, påve
- 1773 – Dominique Bouligny, amerikansk politiker, senator (Louisiana)
- 1827 – Emil von Qvanten, finlandssvensk skald och publicist
- 1860 – Gustaf Fröding, svensk författare och poet
- 1862
  - Claude Debussy, fransk tonsättare
  - Hjalmar von Sydow, svensk politiker, verkställande direktör i Svenska Arbetsgivareföreningen
- 1867 – Herbert E. Hitchcock, amerikansk demokratisk politiker, senator (South Dakota)
- 1880 – Hava Rexha, albansk kvinna som sägs ha blivit 123 år gammal
- 1883 – Ester Textorius, svensk skådespelare
- 1884 – Raymonde de Laroche, fransk flygpionjär
- 1887 – Lutz Schwerin von Krosigk, tysk greve, jurist, ekonom och politiker, regeringschef
- 1902 – Leni Riefenstahl, tysk filmregissör
- 1904 – Deng Xiaoping, kinesisk politiker, ledare
- 1905 – John Lyng, norsk politiker, statsminister, utrikesminister
- 1906
  - Stina Seelig, svensk skådespelare
  - Stig Wennerström, svensk överste, spion och landsförrädare
- 1908 – Henri Cartier-Bresson, fransk fotograf
- 1911 – John J. Hickey, amerikansk demokratisk politiker och jurist
- 1914 – Gunnar Hübinette, svensk lantbrukare och moderat politiker
- 1917
  - John Lee Hooker, amerikansk sångare, gitarrist
  - Per Anders Fogelström, svensk författare, journalist och samhällsdebattör
- 1920 – Olle Åhlund, fotbollsspelare, OS-brons 1952
- 1925 – Honor Blackman, brittisk skådespelare
- 1928 – Karlheinz Stockhausen, tysk kompositör
- 1930
  - Rolf Billberg, svensk jazzmusiker
  - Gilmar, brasiliansk fotbollsmålvakt
- 1933 – Michael von Albrecht, tysk klassisk filolog
- 1934 – Norman Schwarzkopf, amerikansk general, befälhavare över USA:s styrkor under Gulfkriget 1991
- 1942 – Erik Penser, svensk finansman
- 1947 – Robert E. Cramer, amerikansk demokratisk politiker, kongressledamot
- 1950 – Rolf Allan Håkanson, svensk scenograf och formgivare
- 1958 – Colm Feore, amerikansk-kanadensisk skådespelare
- 1960 – Regina Taylor, amerikansk skådespelare
- 1961 – Debbi Peterson, amerikansk musiker, medlem av The Bangles
- 1962 – Mårten Sandén, svensk författare och låtskrivare
- 1964 – Mats Wilander, svensk tennisspelare, mottagare av Svenska Dagbladets guldmedalj 1982
- 1965 – Thaddeus McCotter, amerikansk republikansk politiker
- 1967
  - Layne Staley, amerikansk sångare i Alice in Chains
  - Adewale Akinnuoye-Agbaje, brittisk skådespelare
- 1973
  - Lee Dainton, brittisk skateboardåkare och stuntman
  - Howie Dorough, medlem i Backstreet Boys
  - Kristen Wiig, amerikansk skådespelerska och komiker
- 1977 – Peter Johansson, svensk sångare, gitarrist, dansare och musikalartist
- 1978 – Mandy Gonzalez, amerikansk skådespelare och sångare
- 1983
  - Theo Bos, nederländsk tävlingscyklist
  - Johan Andersson, svensk fotbollsspelare
- 1988 – Sarah Major, nyzeeländsk skådespelare.
- 1989 – Niklas Bäckström, svensk utövare av Mixed martial arts
- 1991 – Federico Macheda, italiensk fotbollsspelare
- 1995 – Dua Lipa, brittisk sångerska

## Avlidna
- 1241 – Gregorius IX, påve
- 1255 – Jarler, svensk ärkebiskop
- 1280 – Nicolaus III, påve
- 1285 – Filippo Benizi, italiensk servitmunk och bekännare, helgon
- 1350 – Filip VI, kung av Frankrike sedan 1328
- 1358 – Isabella av Frankrike, drottning av England
- 1485 – Rikard III, kung av England
- 1540 – Guillaume Budé, 73, fransk humanist
- 1582 – Jan Kochanowski, polsk författare
- 1632 – Klas Horn, svensk ämbetsman, riksråd, landshövding
- 1806
  - Jean-Honoré Fragonard, fransk målare
  - Conrad Quensel, svensk naturforskare
- 1818 – Warren Hastings, 85, Brittiska ostindiska kompaniets förste guvernör i Indien
- 1822 – William Herschel, 83, tysk-brittisk musiker och astronom, planeten Uranus upptäckare
- 1828
  - William Cocke, amerikansk politiker, senator (Tennessee)
  - Franz Joseph Gall, tysk läkare, frenologins grundläggare
- 1837 – Joseph Kerr, amerikansk politiker, senator (Ohio)
- 1859 – John Wesley Davis, amerikansk demokratisk politiker, talman i USA:s representanthus
- 1860 – Giuseppe De Fabris, italiensk skulptör
- 1861 – Xianfeng, den sjunde Qing-kejsaren av Kina
- 1903 – Robert Gascoyne-Cecil, 3:e markis av Salisbury, brittisk konservativ politiker, premiärminister
- 1920 – Anders Zorn, svensk konstnär
- 1922 – Michael Collins, revolutionär under irländska krigen
- 1942 – Michail Fokin, rysk balettdansör och koreograf
- 1946 – Döme Sztójay, ungersk fascistisk politiker, premiärminister, avrättad
- 1958 – Roger Martin du Gard, fransk författare, mottagare av Nobelpriset i litteratur 1937
- 1967 – Gregory Pincus, amerikansk läkare, uppfinnare av p-pillret
- 1976 – Juscelino Kubitschek, Brasiliens president
- 1989 – Huey P. Newton, amerikansk aktivist, mördad
- 1991
  - Boris Pugo, lettisk-sovjetisk politiker. Självmord
  - Sven Löfgren, svensk rekvisitör och skådespelare
  - Colleen Dewhurst, amerikansk skådespelare
- 2008 – Jeff MacKay, 59, amerikansk skådespelare, spelade Mac i Magnum
- 2009 – Erkki Laine, 51, finländsk ishockeyspelare
- 2011
  - Nickolas Ashford, 69, amerikansk R&B-singer-songwriter, Ashford & Simpson
  - Vicco von Bülow (”Loriot”), 87, tysk humorist, tecknare, regissör och författare
  - John Howard Davies, 72, brittisk TV-producent, Monty Pythons flygande cirkus, Pang i bygget
  - Jesper Klein, 66, dansk skådespelare och författare
  - Jack Layton, 61, kanadensisk politiker, partiledare för Nya demokratiska partiet
  - Jerry Leiber, 78, amerikansk kompositör
- 2013 – Keiko Fuji, 62, japansk sångare
- 2016 – Toots Thielemans, 94, belgisk jazzmusiker
- 2020 – Allan Rich, 94, amerikansk skådespelare